# 罗瑟尔河畔圣热内斯
罗瑟尔河畔圣热内斯（法語：Saint-Genest-sur-Roselle）是法国利穆赞大区上维埃纳省的一个市镇，属于利摩日区皮耶尔勒比菲埃县。该市镇2009年时的人口为520人。

## 人口
罗瑟尔河畔圣热内斯人口变化图示
| 数据来源：INSEE |